# رومان توريس (لاعب كرة قدم)
رومان توريس (بالإنجليزية: Roman Torres)‏ هو لاعب كرة قدم أمريكي، ولد في 2000 في الولايات المتحدة.